# إسماعيل (خبير منجنيق)
إسماعيل ((بالصينية: 亦思馬因) - بالبينيين :Yisimayin - بالويد–جيلز: I-ssŭ-ma-yin ؛ توفي. 1330) كان خبير منجنيق مسلم عراقي الذي خدم في جيش قوبلاي خان في غزوه لاسرة سونغ الجنوبية.
في عام 1271، أرسل قوبلاي خان مبعوثين للحصول على الأشخاص المهرة في إدارة المنجنيق من رجله أباقا خان، الخان في بلاد فارس. هذا الأخير أرسل علاء الدين وإسماعيل، جنبا إلى جنب مع أسرهم، من خلال نقلهم للطريق إلى مدينة هانغتشو، حيث بدأ ببناء مجانيقَ كبيرةٍ نُصِبت أمام بوابات المدينة. في 1273 خدم في معركة شيانغيانغ. واستطلع النهج، وزرع منجنيق في الركن الجنوبي الشرقي. وكان وزنه 150 كاتي (أكثر من 200 رطل/440 كجم) وعندما خرجت الآلات، قيل إن الضجيج هز السماء والأرض. انهار كل شيء قبل ذلك، وثقبت الأرض إلى عمق سبعة أقدام (2 م).
توفي إسماعيل في 1330 وخلفه ابنه يعقوب 亞古.